# Fănuș Băileșteanu
Fănuș Băileșteanu (n. 21 iulie 1947, Sălcuța, România – d. 30 aprilie 2008, București, România) a fost un critic și istoric literar român.

## Biografie
S-a născut în familia agricultorului Constantin Băileșteanu și a soției sale, Floarea (n. Bosa), primind la naștere prenumele Ștefan. Era fratele mai mare al scriitorului Jean Băileșteanu. A urmat școala elementară în satul Sălcuța (1954-1961), Liceul „Frații Buzești” din Craiova (1961-1965) și apoi Facultatea de Limba și Literatura Română a Universității din București (1965-1970). După absolvirea facultății a lucrat ca lector la Centrala Cărții (1970-1971), instructor la Direcția Literaturii și Publicațiilor, sectorul Edituri, din Consiliul Culturii și Educației Socialiste (1971-1981), cercetător la Muzeul Literaturii Române și redactor și secretar de redacție la revista Manuscriptum (1981-1989), publicist-comentator la revista Academica (1990-1991), redactor responsabil al Analelor Academiei Române și șef al Biroului de presă al Academiei Române (1991-1994), apoi director adjunct al Bibliotecii Academiei Române (1994-2008).
A colaborat cu articole încă din anii studenției la Scânteia tineretului, Viața studențească, Informația Bucureștiului. A debutat în activitatea de critic literar cu o recenzie a cărții Contradicția lui Maiorescu de Nicolae Manolescu, publicată în 1971 în revista Tomis. A fost preocupat de specificitatea literaturii și a culturii române, căutând să identifice și să analizeze acele componente care conferă o identitate bine definită în context universal. S-a impus ca editor și critic al operei lui Mihail Sadoveanu, editând antologia Mihail Sadoveanu interpretat de... (1973) și publicând volumul Introducere în opera lui Mihail Sadoveanu (1977). În anul 1979 a fost cooptat în colectivul de realizare a ediției critice Mihail Sadoveanu. A elaborat, în colaborare cu Cornel Simionescu, ediția critică a Operelor lui Mihail Sadoveanu (vol. I–VIII, 1981–1997), însoțită de o prezentare critică a receptării operei sadoveniene de-a lungul timpului.
Fănuș Băileșteanu a fost decorat la 1 decembrie 2000 cu Ordinul național Serviciul Credincios în grad de Cavaler „pentru merite deosebite în dezvoltarea științei și culturii”.
A decedat la București și a fost înmormântat la Cimitirul Bellu.

## Activitatea literară
Fănuș Băileșteanu s-a remarcat ca un critic literar interesat de poezie și de proză. Volumul Abside (1979) conține profile literare ale poeților Al. Andrițoiu, Ana Blandiana, Vasile Nicolescu, Aurel Rău, Marin Sorescu și Nichita Stănescu, în timp ce Poeta ludens (1979) este o sinteză monografică a poeziei lui Nichita Stănescu. Volumul Refracții (1980) analizează operele literare ale prozatorilor contemporani Marin Preda, Eugen Barbu, Paul Anghel, Constantin Țoiu, Francisc Păcurariu, iar volumul Aorist (1988) conține comentarii ale operelor lui Geo Bogza, Laurențiu Fulga, Ion Lăncrănjan, Liviu Rebreanu, Jean Bart ș.a. Fănuș Băileșteanu este autorul a două sinteze monografice dedicate poeților Grigore Vieru (1995) și Marin Sorescu (1998). El a prefațat și îngrijit ediții ale operelor lui Tudor Arghezi, Alexandru Macedonski, G.M. Zamfirescu, Tudor Măinescu, Jean Bart etc. și a publicat o serie de texte inedite în paginile revistei Manuscriptum și ale altor publicații. După ce a prefațat romanul Nemuritorii de la Agapia (1998), Fănuș Băileșteanu a elaborat volumul Nihil sine Deo sau Cruciada literară a ecumenistului Constantin Virgil Gheorghiu (2005), o primă monografie dedicată lui Constantin Virgil Gheorghiu în care sunt analizate ecourile internaționale ale romanului Ora 25 („o carte existențialistă și, în bună măsură, absurdă (poate mai mult în linia absurdului mitic al lui Ion Creangă)”, după cum o consideră criticul) și locul acestuia în literatura contemporană.
Volumele Eseuri (1982), Personalități culturale românești din străinătate (1999), Fețele rostirii (2002) și Eseuri (2007) conțin eseuri și comentarii mai vechi sau mai noi pe teme culturale, în care sunt evidențiate particularitățile poeziei românești: lirismul, elementele mitologice, înclinația spre meditația filosofică, spiritul de observație și umorul.

## Opera
- Introducere în opera lui Mihail Sadoveanu, București, 1977 (ed. a II-a, 2001);
- Abside, București, 1979;
- Poeta ludens, București, 1979;
- Refracții, București, 1980;
- Eseuri, Cluj-Napoca, 1982;
- Aorist, București, 1988;
- Grigore Vieru. Omul și poetul, București, 1995;
- Marin Sorescu. Studiu monografic, București, 1998;
- Personalități culturale românești din străinătate, București, 1999;
- Fețele rostirii, București, 2002;
- Nihil sine Deo sau Cruciada literară a ecumenistului Constantin Virgil Gheorghiu, Editura Autograf MIM, Craiova, 2005;
- Eseuri, Editura Autograf MIM, Craiova, 2007;
- Interludii, Editura Autograf MIM, Craiova, 2008.

### Antologii
- Mihail Sadoveanu interpretat de..., prefața editorului, București, 1973 (ed. a 2-a, revăzută și adăugită, 1977);
- Alexandru Macedonski interpretat de..., prefața editorului, București, 1975.

### Ediții
- Mihail Sadoveanu, Opere I-VIII, introducere de Constantin Ciopraga, București, 1981-1997 (în colaborare cu Cornel Simionescu).